# Policier
Pour les articles homonymes, voir Policier (homonymie) et Roman policier.
Un policier  ou agent de police  est un membre de la police, qu'il porte ou non l'uniforme et dont la fonction est de faire respecter la loi, de maintenir l'ordre et d'assurer la sécurité publique.
Dans la plupart des États, les policiers peuvent porter une arme pendant leur service. Ils sont représentants de l'autorité publique ; à ce titre, la loi peut alourdir les peines de certains délits tel l'outrage à agent lorsqu'ils visent un policier.

## Par pays

### Belgique
En Belgique, lors de la réforme des polices belges, deux échelons sont créés, la police fédérale et les polices locales. Les corps de police locale sont organisés en zones de police regroupant généralement plusieurs communes, alors que précédemment chaque commune était dotée de son propre corps. La police fédérale regroupe les anciens corps de la gendarmerie et de la police judiciaire près les parquets.
La circulation des personnels entre les différents corps de polices locales et fédérale est rendue possible grâce à l'uniformisation des grades, les anciens grades de la gendarmerie, hérités de son passé militaire (maréchal des logis, etc.), sont supprimés.
Les principaux grades au sein de la police belge sont :
- commissaire divisionnaire (officier de police judiciaire, officier de police administrative) ;
- commissaire (officier de police judiciaire, officier de police administrative) ;
- inspecteur principal (officier de police judiciaire, agent de police administrative) ;
- inspecteur (agent de police judiciaire, agent de police administrative) nouvelle dénomination des anciens agents ; le diplôme minimum exigé pour le recrutement est le secondaire supérieur (soit la terminale en équivalent français, le baccalauréat n'existant pas en Belgique), toutefois les agents nommés peuvent participer aux épreuves de recrutement d'inspecteur après deux ans ;
- agent, nouvelle dénomination des anciens agents auxiliaires, principalement compétents en matière de roulage et de règlements communaux.

### Canada
Au Canada, une fois engagé (embauché) comme membre régulier au grade de gendarme[pas clair] à un salaire annuel de 46 003 $.
Congés annuels :
- ancienneté inférieure à 5 ans, 15 jours ;
- entre 5 et 10 ans d'ancienneté, 20 jours ;
- entre 10 et 22 ans d'ancienneté, 25 jours ;
- au-delà de 22 ans d'ancienneté, 30 jours.

Régime de pension :
- après 20 ans de service, retraite avec pénalité
- après 25 ans de service, pleine pension
- après 35 ans de service, pension maximale.

#### Québec
Au Québec, pour être policier dans la province, il faut généralement avoir obtenu d'un diplôme d'études collégiales (DEC) en techniques policières (3 ans d'études) ou faire une attestation d'études collégiales (AEC) en technique policière qui dure 30 semaines puis réussir une formation de 15 semaines à l'École nationale de police du Québec (ENPQ).
Un baccalauréat en sécurité publique (3 ans d'études universitaires) existe également pour parfaire la formation des policiers en exercice.

### France
En France, il existe plusieurs types de polices différents :
- la police municipale, engagée et payée par la municipalité (fonctionnaire) ;
- la police nationale, engagée et payée par l'État (fonctionnaire) ;
- la gendarmerie qui a un rôle proche de la police nationale mais dont les personnels sont soumis à un statut militaire.

Peuvent coexister au sein d'une même commune des policiers municipaux et nationaux ou des policiers municipaux et des gendarmes, la répartition des zones de compétences entre police et gendarmerie nationales étant du ressort du ministère de l'Intérieur.
Par ailleurs, il existe aussi des unités spécialisées à compétence nationale ou régionale :
- les CRS et la gendarmerie mobile, spécialisées dans le maintien de l'ordre ;
- le RAID, (anciennement le GIPN) A-RAID (police) et le GIGN (gendarmerie), unités d'élites amenées à intervenir dans des situations d'extrême violence ou à hauts risques (terrorisme, grand banditisme, forcené armé, etc.) ;
- le PGHM pour la haute montagne pour la gendarmerie.

En France, on donne le surnom de poulet aux policiers, cela du fait qu'en 1871, Jules Ferry mit à la disposition de la préfecture de Paris la caserne de la Cité à Paris qui était bâtie sur l'ancien marché aux volailles.

#### Caractéristiques communes
- Devoir de réserve dans la fonction publique française

#### Policier national

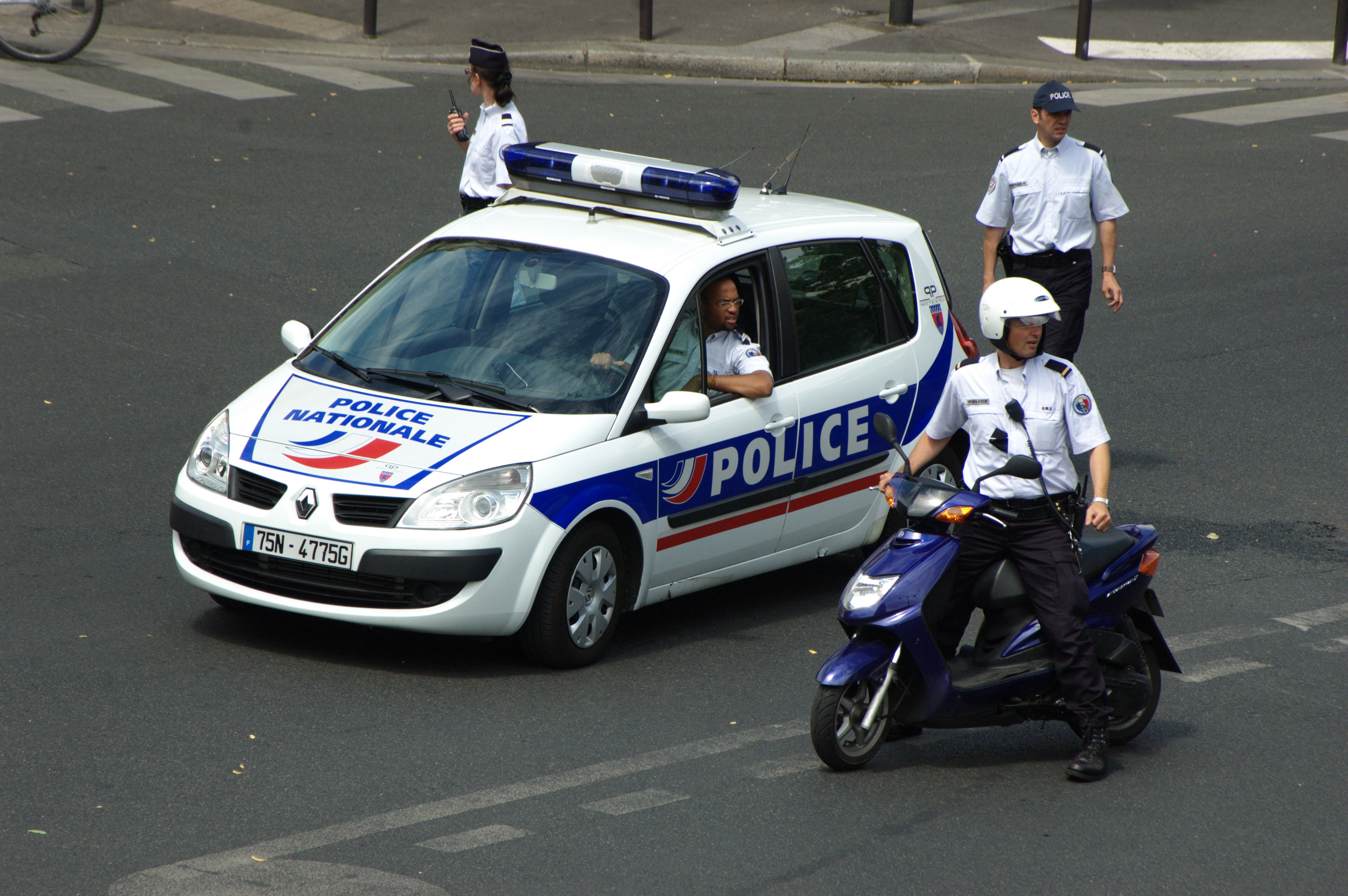
Forces de la Police nationale préparant le passage d'une manifestation.

La police nationale fait respecter la loi et les règlements, assure une surveillance de la voie publique, recherche et interpelle les auteurs d'infractions. Le policier peut constater les infractions par procès-verbal. Si, en matière de contravention au Code de la route ses constatations font foi jusqu'à preuve du contraire, en toute autre matière où il n'est pas assermenté, elles ne sont que de simples renseignements pour la justice.
Sa qualification judiciaire (agent ou officier de police judiciaire) lui confère des pouvoirs différents en matière d'enquête. Il peut cependant arrêter tout auteur d'infraction, contrôler l'identité d'une personne conformément au Code de procédure pénale, laquelle personne doit alors prouver son identité par tout moyen sans quoi elle pourra être retenue jusqu'à quatre heures pour des vérifications d'identité.
 (septembre 2023).
Pour accéder à ce métier il faut réussir le concours accessible aux titulaires d'un baccalauréat (catégorie B type à statut spécial), puis faire une formation théorique qui dure un an, entrecoupée de dix semaines de stage pratique en commissariat.
Le salaire d'élève gardien de la paix net moyen est d'environ 1 450 € net par mois. Sortie d'école 1 835 € en région parisienne. Il peut espérer atteindre, en fin de carrière avec le grade de major de police, un salaire mensuel d'environ 3 000 € net.
Un policier peut travailler :
- sur le terrain, à pied, à vélo, en voiture, à cheval, en rollers… La plupart du temps en uniforme mais également en civil. Il sillonne les rues, les marchés, les quartiers sensibles, surveille les abords des écoles, se rend dans les manifestations sportives et culturelles et assure la sécurité. Il est aussi à l'écoute des besoins des citoyens. Il leur porte assistance ;
- dans un bureau, où il assure des activités administratives ou judiciaires (plaintes, suivi des affaires…).

#### Policier municipal

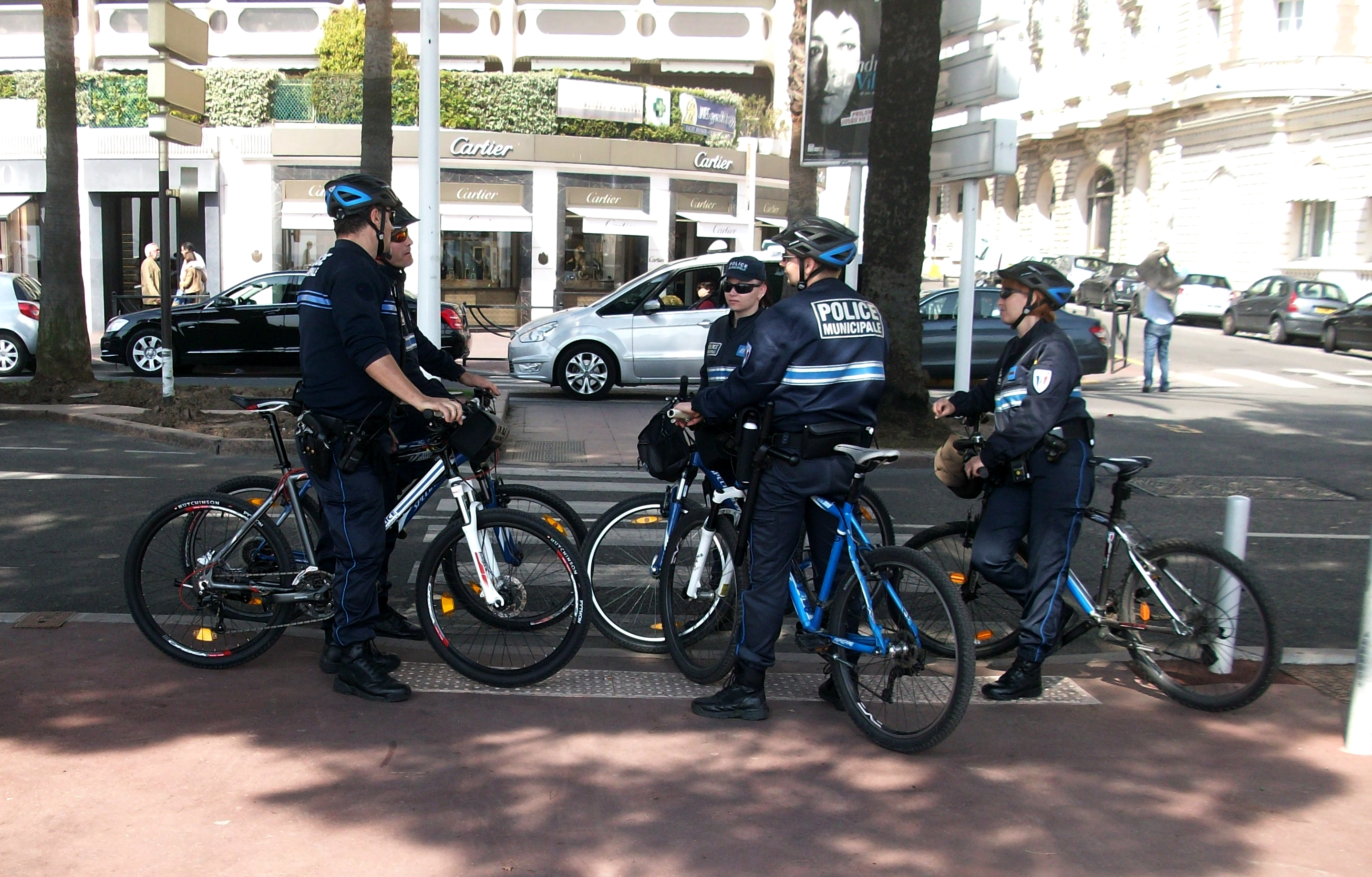
Policiers municipaux à Cannes.

Le policier municipal, sa qualification judiciaire et des textes spéciaux lui confère de nombreux pouvoirs notamment en matière de code de la route. Il s'occupe essentiellement de la tranquillité publique avec des missions préventives, et de plus en plus, de sécurisation.
S'il est souvent à l'extérieur, le gardien de police municipale doit aussi rédiger et transmettre de nombreux documents : rapports d'activité, comptes rendus des missions d'îlotage et de prévention, tenue des registres du suivi des affaires, enregistrement et transmission des procès-verbaux et amendes... Lors de permanences, il accueille le public et l'oriente vers les services compétents.

#### Équipement
Les objets de service réglementaire sont, selon les services :
- menottes ;
- lampe (de marque Maglite) ;
- sifflet ;
- carnet (PV, rapport, etc.) ;
- tonfa (nommé matraque au Canada), matraque télescopique[réf. nécessaire] ;
- pistolet à impulsion électrique ;
- bombe lacrymogène ;
- Radio ;
- boîtier PVE (Boîtier électronique pour les procès-verbaux électroniques) ;
- Pistolet 7,65 mm ou Revolver .38 Special, remplacés en 2005 par le pistolet semi-automatique Sig Sauer modèle SP 2022 et de calibre 9mm parabellum ;
- caméra (de type GoPro).